# Дефицит селена
Дефици́т селе́на — комплекс заболеваний, связанных с нехваткой в организме микроэлемента селена.

## Причины
Дефицит селена чаще всего диагностируется при различных заболеваниях желудочно-кишечного тракта, у пациентов, которые получает парентеральное питание, после проведения шунтирования желудка, а также у пожилых людей (старше 90 лет).
Дефицит селена также может возникнуть из-за недостатка селена в почвах, а соответственно и в продуктах питания.
В медицинской литературе отмечается, что дефицит селена может быть одним из побочных эффектов при приеме статинов (препаратов, снижающих уровень холестерина).

## Проявления дефицита селена
Селен влияет на физиологические процессы, происходящие в щитовидной железе. Часто сопутствующий йододефицитным состояниям дефицит селена может утяжелять функциональные и структурные изменения в  щитовидной железе. Селен необходим для превращения гормона щитовидной железы тироксина (Т4) в его более активный аналог, трийодтиронин. При дефиците селена возникают заболевания щитовидной железы; гипотиреоз, эндемический зоб, кретинизм.
По мнению некоторых исследователей причиной развития эндемического кретинизма новорожденных является именно сочетанный дефицит йода и селена.
В современной клинической практике гипотиреоз не является показанием для применения пищевых добавок с селеном. Изредка препараты селена могут использоваться в качестве дополнительной терапии тиреоидита Хашимото. Прием препаратов селена в течение 3 месяцев приводил к значительному уменьшению уровней аутоантител к тироидной пероксидазе и улучшению самочувствия пациентов. В регионах с высоким дефицитом селена заболеваемость аутоиммунным тиреоидитом существенно выше. Это объясняется снижением активности глутатионпероксидазы в клетках щитовидной железы.
Поскольку селен относится к синергистам йода, при дефиците селена йод не усваивается, что приводит к йододефициту.
Дефицит селена в сочетании с вирусами Коксаки приводит к болезни Кешана, которая может закончиться летальным исходом. Основной симптом болезни Кешана — некроз миокарда, что приводит к ослаблению сердечной мышцы.
Наряду с йододефицитом дефицит селена может спровоцировать болезнь Кашина — Бека. Болезнь Кашина — Бека приводит к атрофии, дегенерации и некрозу хрящевых тканей. Болезнь Кешана снижает общий иммунитет к ряду инфекционных заболеваний и болезней желудочно-кишечного тракта.
Также при дефиците селена могут возникать следующие изменения в организме: репродуктивная недостаточность; повышение склонности к воспалительным заболеваниям; болезни кожи, волос и ногтей; снижение иммунитета; кардиопатия; замедление роста у детей; патология сурфактантной системы легких; атеросклероз; катаракта; заболевания печени; анемия.

## Рекомендуемые нормы потребления селена
В России установлена норма потребности в селене в 55 мкг/сутки для женщин, 75 мкг/сутки для мужчин, 10—50 мкг/сутки для детей. В США рекомендуемая норма потребления селена для взрослых составляет 55 мкг в сутки. В Великобритании суточная норма потребления селена установлена на уровне 75 мкг для взрослых мужчин и 60 мкг для взрослых женщин.
Назначение 200 мкг селена в сутки в дополнение к традиционной тиреоидной терапии, по некоторым сообщениям, улучшает клиническое и иммунологическое состояние больных с аутоиммунным тиреоидитом, снижая и уровни антител, и необходимые дозы гормонов.